# Martin Steffens
Martin Steffens, né en 1977, est professeur de philosophie. Il est notamment spécialiste de la philosophe Simone Weil.

## Biographie
Agrégé de philosophie[source secondaire nécessaire] Martin Steffens est professeur de philosophie en khâgne  au lycée Fustel de Coulanges. Il publie des articles dans le quotidien La Croix et pour l'hebdomadaire La Vie. Il est l'auteur de plusieurs ouvrages.
Les thèmes abordés sont ceux du consentement.
Un court essai explore l'impossibilité de consentir, celui consacré à la violence (Rien que l’amour, 2015).

## Publications
Livres et essais :
- 2008 : Nietzsche, Ellipses, collection « Pas à pas »
- 2009 : Simone Weil, éditions Nouvelle Cité, collection « Prier 15 jours avec »
- 2011 : Petit traité de la joie, consentir à la vie, Éditions Salvator, coll. « Forum » (essai)  (ISBN 978-2706707759)
- 2012 : Vivre ensemble la fin du monde, Éditions Salvator, coll. « Forum » (essai)  (ISBN 978-2706708664)
- 2014 : L'Herne, Simone Weil, Cahier dirigé par Emmanuel Gabellieri et François L'Yvonnet,  (ISBN 978-2851971746)
- 2014 : La vie en bleu, Éditions Marabout  (ISBN 978-2-501-08445-1)
- 2015 : Rien que l'amour : repères pour le martyre qui vient, éditions Salvator, coll. « Forum »  (ISBN 978-2-7067-1290-6)
- 2015 : Vivre, croire et aimer, Éditions Marabout  (ISBN 978-2-5011-0470-8)
- 2016 : Rien de ce qui est inhumain ne m'est étranger : éloge du combat spirituel, Points, 192 p.  (ISBN 978-2-7578-4924-8)
- 2017 : L'Éternité reçue, Édition Desclée De Brouwer, coll. « Ddb Philosophie » (ISBN 978-2-2200-8807-5)
- 2018 : L'amour vrai, au seuil de l'autre, éditions Salvator, 144 p. (ISBN 978-2-7067-1631-7)
- 2020 : Marie comme Dieu la conçoit, Les éditions du Cerf, 127 p.  (ISBN 978-2204140133)
- 2020 : Marcher la nuit : textes de patience et de résistance, Desclée De Brouwer, 320 p.  (ISBN 978-2220097299)
- 2021 : Tu seras un homme, Cerf, 200 p.  (ISBN 978-2204143561)
- 2022 : Être père, c'est... , éditions Salvator, 144 p.  (ISBN 978-2706722264)
- 2023 : Dieu, après la peur, éditions Salvator, 172 p.  (ISBN 978-2706722257)

Collaborations :
- Avec Giorgio Agamben et Pierre Dulau: 
  - 2021 : Faire face. Le visage et la crise sanitaire, Editions Première partie, coll. Point de bascule, 160p.,  (ISBN 978-2365262316)
- Avec Christophe André:
  - 2014 : Qui nous fera voir le bonheur ?, Éditions Le Passeur, coll. « Disputatio »  (ISBN 978-2-36890-070-3)

- Avec Chantal Delsol:
  - 2014 : Le Nouvel âge des pères, Éditions du Cerf (ISBN 978-2-2041-0402-9)

- Avec Pierre Dulau:
  - 2010 : Une journée de philosophie : les grandes notions vues à travers le quotidien, Ellipses
  - 2019 : Dictionnaire paradoxal de la philosophie : penser la contradiction, Lessius, 644 p.

- Avec Thierry Formet:
  - 2010 : Une journée de philosophie : les grandes notions vues à travers le quotidien, Ellipses
- Avec Guillaume Morano et Pierre Dulau:
  - 2019 : Dictionnaire paradoxal de la philosophie : penser la contradiction, éditions Lessius, 644 p.
- Avec Loup Besmond de Senneville
  - 2019 : Et si c'était la fin d'un monde, Bayard, 250 p. (ISBN 978-2227496835)

Dossiers (Études de textes) :
- René Descartes, Méditations métaphysiques : 1, 2 et 3, Gallimard, 2006.
- Simone Weil, Les Besoins de l'âme - Extrait de L'Enracinement, Gallimard (2007)

## Prix
- Prix « Humanisme chrétien »[1]

Reçu en 2013 pour Petit traité de la joie (2011)
- Prix de littérature religieuse[2],[3]

Reçu en 2016 pour Rien que l'Amour (2015)